# Rozália Lelkesné
Rozália Lelkesné, född den 14 augusti 1950 i Keszthely, Ungern, är en ungersk handbollsspelare.
Hon tog OS-brons i damernas turnering i samband med de olympiska handbollstävlingarna 1976 i Montréal.